# Genista demarcoi
La ginestra di De Marco (Genista demarcoi Brullo, Scelsi & Siracusa) è una pianta appartenente alla famiglia delle Fabacee, endemica della Sicilia.

## Descrizione
È una pianta arbustiva caducifoglia, con rami flessuosi, alta massimo 1 m, con fiori odorosi di colore giallo raggruppati in infiorescenze racemoidi.
Appartiene al complesso di Genista ephedroides: inizialmente assimilata con l'affine Genista cilentina, è stata distinta come buona specie nel 1995 da Salvatore Brullo et al.

## Distribuzione e habitat
Endemismo puntiforme della Sicilia, Genista demarcoi è esclusiva del territorio di Isnello (Madonie), è rinvenibile in contrada Santa Maria del Gesù, montagna Grotta Grande e sulle pendici di Pizzo dell'Occhio. Qui assume un comportamento casmofilo partecipando alla formazione di una vegetazione rupicola rappresentata dall'Anthemido-Centauretum busambarensis, associazione del Dianthion rupicolae. In seguito ai processi di degradazione della vegetazione forestale essa tende a insediarsi sui versanti rocciosi molto acclivi, dove partecipa alla costituzione di una gariga ricca di arbusti termofori da riferire ai Cisto-Micromerietea.